# Joseph Foxcroft Cole
Joseph Foxcroft Cole (* 10. November 1837 in Jay, Maine; † 1892 in Winchester, Massachusetts) war ein US-amerikanischer Landschaftsmaler, Vertreter der American Barbizon School.

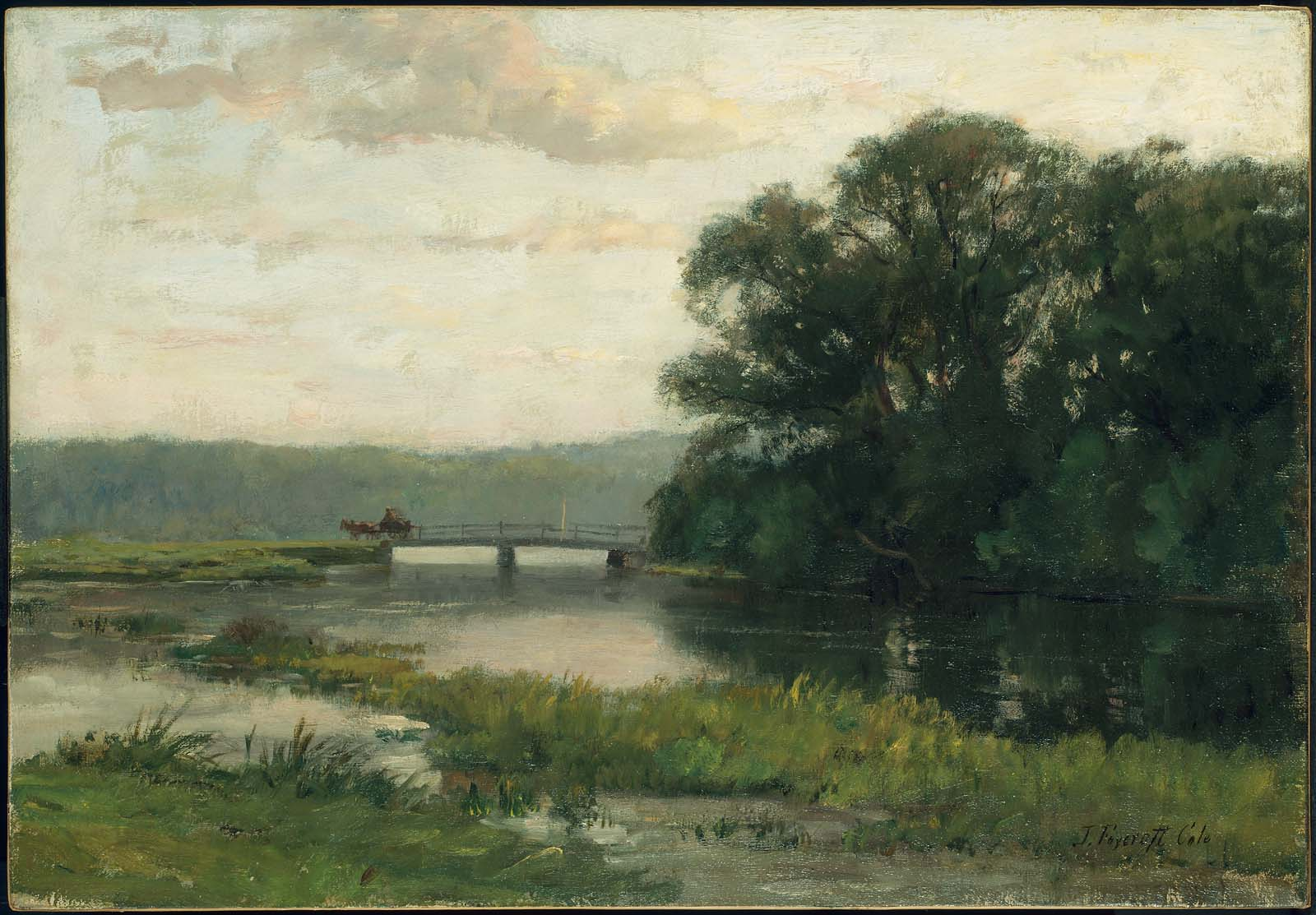
The Aberjona River, Winchester, ca. 1880. Museum of Fine Arts, Boston

## Leben
Nach dem Schulbesuch in Boston wurde Joseph Foxcroft Cole Lehrling von Winslow Homer in der dortigen Lithografiewerkstatt von J. G. Bufford. Von 1860 bis 1863 hielt er sich in Frankreich auf, wo er Schüler von Émile Lambinet war und im Winter an öffentlichen Schulen Zeichnen studierte. Nach einer Studienreise durch Italien richtete sich Joseph Foxcroft Cole Ende 1863 oder Anfang 1864 ein Atelier in Boston ein. Mit tatkräftiger Unterstützung von William Morris Hunt verkauft er bis 1865 genug, um nach Paris zurückzukehren, wo er bei Charles Jacque studiert. Cole stellte in den Salons von 1866 und 1867 sowie auf der Weltausstellung von 1867 in Paris aus und verbrachte seine Sommer zum Malen in der Normandie und in Belgien. Ende 1870 kehrte er nach Boston zurück, ging aber 1872 erneut nach Frankreich, wo er fünf Jahre blieb. In dieser Zeit stellte er auf den Salons von 1873, 1874 und 1875 aus und häufig in der Royal Academy in London. Auf der Centennial Exhibition 1876 in Philadelphia erhielt Joseph Foxcroft Cole eine Medaille. 1877 kehrte er nach Massachusetts zurück und ließ sich in Winchester in der Nähe der Mystic Lakes nieder, wo er, abgesehen von kurzen Reisen nach Kalifornien und Europa, den Rest seines Lebens verbrachte.

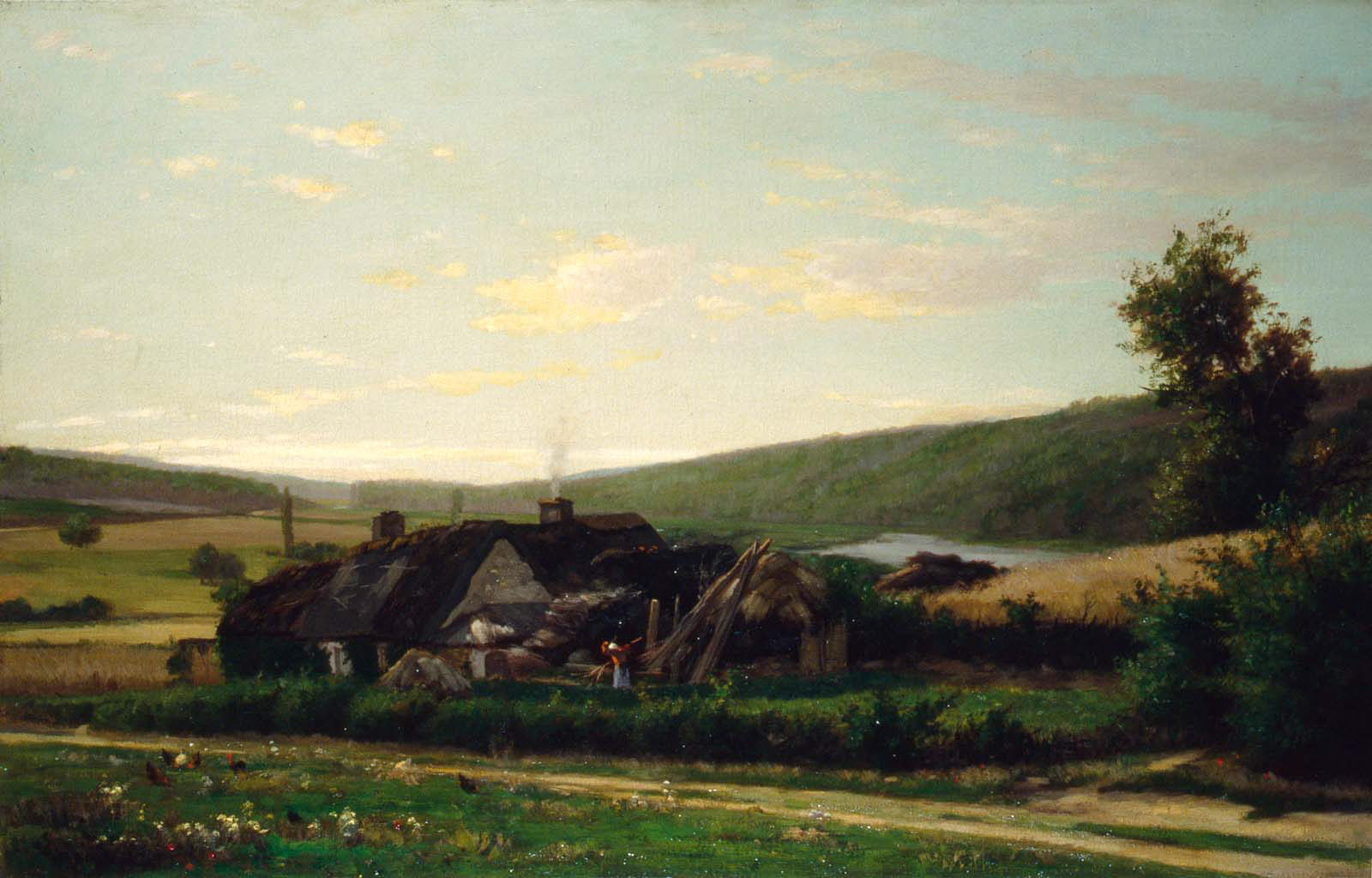
Das Tal von Rambouillet, ca. 1880. Museum of Fine Arts, Boston

Mit Ausnahme von William Morris Hunt kannten nur wenige Amerikaner die Künstler von Barbizon so gut wie Joseph Foxcroft Cole, der während seines Studiums im Atelier von Jacque 1865 häufig mit Constant Troyon, Corot, Daubigny und Diaz de la Peña zu tun hatte. Obwohl Cole vor allem für seine Ansichten von weidenden Rindern und Schafen bekannt ist, widmete er sich in den letzten fünfzehn Jahren seines Lebens zunehmend den nebelverhangenen Landschaften der Sümpfe und Wiesen bei Providence und Winchester.
Joseph Foxcroft Coles Werke wurden in renommierten Museen wie dem Smithsonian American Art Museum und den Harvard Art Museums ausgestellt. 

## Werk

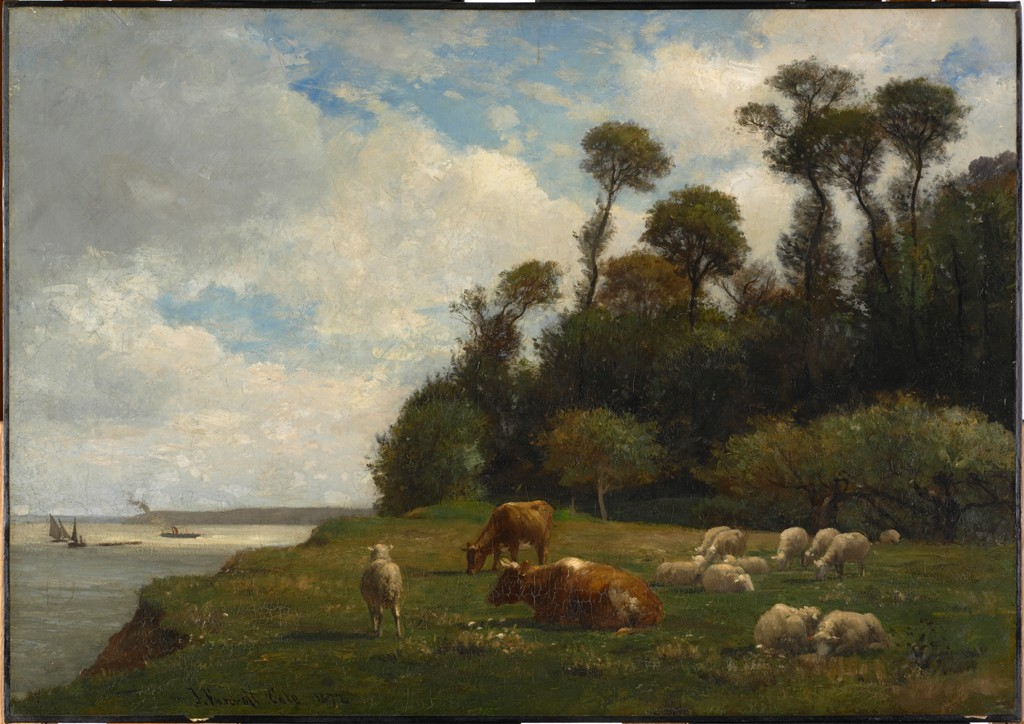
Landscape with Cows and Sheep, 1872. Harvard Art Museums/Fogg Museum

Joseph Foxcroft Cole ist bekannt für seine Landschaftsgemälde im Stil der Schule von Barbizon, die sich durch eine realistische Darstellung der Natur und eine stimmungsvolle Atmosphäre auszeichnen. Seine Werke zeigen oft ländliche Szenen mit Vieh und spiegeln seine Wertschätzung für die einfache Schönheit der Natur wider.